# Robert Tripp Ross

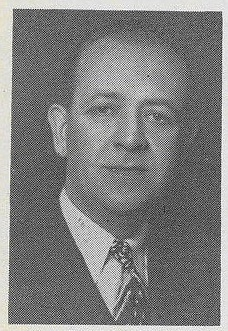
Robert Tripp Ross

Robert Tripp Ross (* 4. Juni 1903 in Washington, North Carolina; † 1. Oktober 1981 in Jackson Heights, New York) war ein US-amerikanischer Politiker. Er vertrat zwischen 1947 und 1949 und in den Jahren 1952 und 1953 den Bundesstaat New York im US-Repräsentantenhaus.

## Werdegang
Robert Tripp Ross wurde Anfang des 20. Jahrhunderts in Washington geboren. Er besuchte öffentliche Schulen. 1929 zog er nach New York City, wo er einer Tätigkeit als Apotheker (druggist) nachging. Er arbeitete dann 17 Jahre lang in führenden und leitenden Positionen bei einem großen Pharmaunternehmen. Politisch gehörte er der Republikanischen Partei an.
Bei den Kongresswahlen des Jahres 1946 wurde Ross im fünften Wahlbezirk von New York in das US-Repräsentantenhaus in Washington, D.C. gewählt, wo er am 4. Januar 1947 die Nachfolge von James A. Roe antrat. Zwei Jahre später erlitt er bei seiner Wiederwahlkandidatur eine Niederlage und schied nach dem 3. Januar 1949 aus dem Kongress aus.
Danach ging er der Herstellung von Kleidung und Sportgeräten nach.
Im Jahr 1950 erlitt Ross bei seiner Kandidatur für den 82. Kongress eine Niederlage. Allerdings wurde er am 19. Februar 1952 in einer Nachwahl doch in den 82. Kongress gewählt, um dort die Vakanz zu füllen, die durch den Rücktritt von Thomas Vincent Quinn entstand. Ross schied nach dem 3. Januar 1953 aus dem Kongress aus, da er bei den regulären Kongresswahlen des Jahres 1952 eine Niederlage erlitt.
Er war vom März 1954 bis März 1956 Deputy Assistant des Secretary of Defense for Legislative Affairs. Dann war er vom März 1956 bis März 1957 als Assistant Secretary of Defense for Legislative and Public Affairs tätig. Danach war er von März 1957 bis Januar 1958 Assistant Borough Works Commissioner von Queens. Zwischen 1959 und 1968 war er Vizepräsident der Merchandising Apparel Company. Er lebte bis zu seinem Tod am 1. Oktober 1981 in Jackson Heights. Sein Leichnam wurde auf dem Oakdale Cemetery in Washington beigesetzt.